# Bretagne (Territoire de Belfort)
Bretagne – miejscowość i gmina we Francji, w regionie Burgundia-Franche-Comté, w departamencie Territoire de Belfort.
Według danych na rok 1990 gminę zamieszkiwały 202 osoby, a gęstość zaludnienia wynosiła 43 osoby/km² (wśród 1786 gmin Franche-Comté Bretagne plasuje się na 544. miejscu pod względem liczby ludności, natomiast pod względem powierzchni na miejscu 828.).